# Беллетти, Мануэль
Мануэль Беллетти (итал. Manuel Belletti, род. 14 октября 1985 в Чезене, Италия) — итальянский профессиональный шоссейный велогонщик, выступающий с 2018 года за проконтинентальную команду «Androni-Sidermec». 

## Выспупления
2006
1-й на этапе 1 Джиро дель Венето
1-й на этапе 4а Giro Ciclisto Pesche Nettarine di Romagna
2-й Mezzano Inferiore
2-й Gran Premio della Liberazione
3-й Roncoleva di Trevenzuola
3-й Trofeo Banca Popolare di Vicenza
3-й San Bernardino di Lugo
2007
1-й Trofeo Banca Popolare di Vicenza
1-й Memorial Danilo Furlan
1-й на этапах 4 и 5 Giro Ciclisto Pesche Nettarine di Romagna
1-й на этапе 5 Джиро дель Венето
2-й Trofeo Alcide Degasperi
2-й GP Cementizillo
2008
1-й на этапе 1 Clásico Ciclístico Banfoandes
2009
2-й Джиро ди Тоскана
2-й Гран-при Фурми
3-й Джиро дель Фриули
8-й Gran Premio Industria e Commercio Artigianato Carnaghese
2010
1-й на этапе 13 Джиро д’Италия
1-й Кубок Бернокки
2-й Gran Premio Città di Modena
3-й Мемориал Марко Пантани
4-й The Dutch Food Valley Classic
2011
1-й на этапе 3 Giro della Provincia di Reggio Calabria
1-й на этапе 1a Международная неделя Коппи и Бартали
1-й на этапе 3 Тур Турции
1-й на этапе 3 Brixia Tour
2-й Кубок Бернокки
2-й Гран-при Бруно Бегелли
3-й Gran Premio Industria e Commercio Artigianato Carnaghese
6-й Gran Premio Industria e Commercio di Prato
7-й Gran Premio della Costa Etruschi
2012
Рут-дю-Сюд
1-й  Очковая классификация
1-й на этапе 4
5-й Схелдепрейс
7-й Gran Premio della Costa Etruschi
2013
4-й Гран-при Бруно Бегелли
2014
1-й на этапе 4 Тур Лимузена
5-й Рут Адели де Витре
7-й Gran Premio Nobili Rubinetterie
2015
1-й Gran Premio della Costa Etruschi
1-й Dwars door Drenthe
1-й на этапе 1а Международная неделя Коппи и Бартали
2-й Гран-при Бруно Бегелли
6-й Ronde van Drenthe
8-й Gran Premio Industria e Commercio di Prato
2016
1-й  Очковая классификация Тур Турции
1-й на этапе 1а Международная неделя Коппи и Бартали
5-й Гран-при Фурми
2017
2-й Gran Premio della Costa Etruschi
2-й Трофео Маттеотти
9-й Классика Брюсселя
2018
1-й  Тур Венгрии
1-й  Очковая классификация
1-й на этапе 4
2-й Кубок Бернокки
3-й Гран-при Бруно Бегелли
4-й Париж — Камамбер
6-й Гран Пьемонте
2019
1-й на этапе 1 Тур Бретани
Джиро ди Сицилия
1-й  Очковая классификация
1-й на этапе 2

## Статистика выступлений на Гранд-турах
| Гонка           | 2010 | 2011 | 2012 | 2013 | 2014 | 2015 | 2016 | 2017 | 2018 | 2019 |
| --------------- | ---- | ---- | ---- | ---- | ---- | ---- | ---- | ---- | ---- | ---- |
| Джиро д’Италия  | НФ   | НФ   | НФ   | 144  | НФ   | НФ   | НФ   | —    | 123  |      |
| Тур де Франс    | —    | —    | —    | —    | —    | —    | —    | —    | —    |      |
| Вуэльта Испании | —    | —    | —    | —    | —    | —    | —    | —    | —    |      |

| — | Не участвовал |